# 李憲
李 憲（り けん）は、唐の第5代皇帝睿宗の長男で最初の皇太子。母は皇后劉氏、異母の庶弟に李隆基（玄宗）がいる。死後に譲皇帝と追諡されて皇帝に准じた格式での葬礼を受けた。

## 生涯
初めは李成器（り せいき）と名乗って永平郡王に封じられていたが、文明元年（684年）に父が即位（1回目）すると、皇太子に立てられた。ところが載初2年（690年）に睿宗の実母である武則天が自ら帝位を簒奪すると、睿宗は皇嗣（皇太子）に、成器ら兄弟は皇孫に格下げとなり、長寿2年（693年）に寿春郡王とされた。
神龍元年（705年）に伯父に当たる中宗が政変を起こして復位に成功すると、蔡王に封じられるがこの際は辞退している。景龍4年（710年）に改めて宋王に封じられる。ところがこの年に中宗が変死してその皇后である韋后が帝位を簒奪しようとしたために、成器の弟である李隆基がクーデターを起こして韋后・安楽公主らを殺害し、事後父である睿宗に報告して復位させた。当然、元の皇太子であった成器が皇太子になるものと思われ睿宗もその心つもりであったが、成器は自らが父の復位に何の功績も挙げていないことを理由に皇太子の地位を李隆基に譲った。
そこで太子太師・雍州牧・揚州大都督、次いで左僕射・司徒に任命され、翌年には太子賓客としての待遇が与えられて、弟である李隆基に臣下の礼を取ることのないように配慮された。開元元年（713年）李隆基が第6代皇帝玄宗として即位すると、司空・太尉となり開府儀同三司として遇せられた。開元4年（716年）に成器は継母皇后の尊称「昭成」を避けて憲と改名する。以後、寧王となり二州の刺史を務めた。開元9年（721年）に太常卿、開元21年（733年）に再度太尉となる。
李憲は音楽に詳しく笛の達人であった。また、いつも慎ましやかな態度を取って自らは政務に関わることを避けていた。このため、彼と玄宗の間を裂こうとする讒言がなされることがあっても玄宗は全く信じようとはせず、李憲が臣下の礼を取ろうとするとこれを止めさせて、弟としての立場を終始崩すことがなかったという。
開元29年11月24日（742年1月5日）、63歳で病死。玄宗は深く悲しみ、諸臣の反対にもかかわらず、李憲に譲皇帝という諡を贈って皇帝の衣装を着せ、皇帝に准じた葬儀を行わせた。また、先に亡くなっていた妃の元氏にも恭皇后という諡を贈った。墓は「恵陵」と称されて皇帝に准じた扱いを受け、現在も陝西省渭南市蒲城県の北西に残っている。養子の寿王李瑁（玄宗の第18子）は喪に服した。
李憲の長男は、杜甫の『飲中八仙歌』に名を挙げられた、おなじく音芸諸般に通じた汝陽郡王李璡（小字は花奴）である。

## 子女

### 男子
1. 汝陽郡王李璡（中国語版）[1] - 初名は李嗣恭、後に李淳に改名する。
2. 済陰郡王李嗣荘
3. 寧王李琳
4. 申王李璹
5. 同安郡王李珣
6. 隴西郡公李瑀（中国語版） - 後に漢中王に昇格し、子孫は繁栄した。
7. 蒼梧郡公李玢
8. 晋昌郡公李珽
9. 魏郡公李琯
10. 文安郡公李璀

### 女子
- 吉安県主[2]
- 金山公主 - 突厥の默啜可汗に嫁いだが、叔父の玄宗が即位すると離縁されて帰国した。